# Ewing (Kentucky)
Ewing es una ciudad ubicada en el condado de Fleming en el estado estadounidense de Kentucky. En el Censo de 2010 tenía una población de 264 habitantes y una densidad poblacional de 407,72 personas por km².

## Geografía
Ewing se encuentra ubicada en las coordenadas 38°25′40″N 83°51′43″O / 38.42778, -83.86194. Según la Oficina del Censo de los Estados Unidos, Ewing tiene una superficie total de 0.65 km², de la cual 0.65 km² corresponden a tierra firme y (0%) 0 km² es agua.

## Demografía
Según el censo de 2010, había 264 personas residiendo en Ewing. La densidad de población era de 407,72 hab./km². De los 264 habitantes, Ewing estaba compuesto por el 99.24% blancos, el 0% eran afroamericanos, el 0% eran amerindios, el 0.38% eran asiáticos, el 0% eran isleños del Pacífico, el 0% eran de otras razas y el 0.38% pertenecían a dos o más razas. Del total de la población el 0.38% eran hispanos o latinos de cualquier raza.